# ファクトチェック
ファクトチェック（英: fact-checking）は、情報の正確性・妥当性を検証する行為。事実検証または事実確認とも呼ばれる。

## 概要
ファクトチェックは検証対象となる情報が公表される前（ante hoc）または後（post hoc）に行われる。
公表前のファクトチェックは、情報公開の準備の一環として位置づけられ、文中の不備を解消し、また公表の基準を満たさない情報を却下する目的で行われる。これに対し公表後のファクトチェックは、しばしば外部の独立したファクトチェック機関によって行われ、公表された情報の正確性・妥当性を独自指標を使って視覚的に判定することが多い。公表後のファクトチェック機関の例として、ペンシルベニア大学が運営するFactCheck.org、ワシントン・ポスト紙がサイト内で運営するファクトチェック企画のFact Checker（ピノキオのマーク数で真偽を視覚化）、タンパベイ・タイムズ紙が運営するポリティファクト（"TRUTH-O-METER"と呼ばれる6段階評価）などが挙げられる。
党派性がなく、透明性があると認定された世界各地のファクトチェック機関はポインター研究所の国際ファクトチェックネットワーク（IFCN）に加盟している。

## 情報公開後のファクトチェック

### ファクトチェック機関による相違点
2008年アメリカ合衆国大統領選挙を対象に、ボストン大学の政治学者ミシェル・アメイジーンはポリティファクト、FactCheck.org、Fact Checker (ワシントン・ポスト) の3サイトを比較した。その結果、大半の真偽判定が一致した。
しかし、マサチューセッツ大学ローウェル校およびカリフォルニア州立大学サクラメント校の政治学者による2015年の分析では、ファクトチェック機関によってファクトチェックの対象が異なり、その真偽判定の結果についても相当の差異が認められると結論付けている。その結果、「相反する情報が錯綜する中、一般市民がどの情報を信じるべきかを判断するにあたり、ファクトチェック機関がもたらす効用には限界がある」としている。
2017年5月に発表されたスタンフォード大学博士課程の論文では、ファクトチェック機関によって取り上げる検証対象が異なる点が指摘された。ポリティファクトが実施した1065本の真偽判定と、Fact Checkerが実施した240本を照合した結果、2サイトが共に真偽判定したのは70本であった。またこの重複70本のうち、真偽判定の結果も一致したのは56本 (80%) であった。すなわち2サイトが同一の対象を真偽判定すると、5回に1回の確率で判定結果が異なることを意味する。

### ファクトチェックの影響分析
ボストン大学のアメイジーンによると、ファクトチェックは情報の発信者、受信者双方の行動に影響を与えている。情報の発信者はファクトチェックを意識して、より慎重に発言するようになった。また情報の受信者は情報の信憑性を見極めるようになり、物議を醸し出すトピックに関し訂正情報が出されても動じないようになった。いわゆるネガティブキャンペーンのような批判的な報道・宣伝を信じていた受信者も、正しい訂正情報が出されるとその結果を受け入れる傾向を示した。そして自分と同じ考えを持つ発信者からの情報であっても、その発信内容が間違っていれば、受信者は発信者に対する評価を変える傾向がある。

#### ファクトチェックの誤報判定が与える影響
ファクトチェックの結果、不正確な情報だと判定されると、その情報を信じていた一部の支持者はファクトチェック結果を否定し、逆に支持を強めるという所謂「バックファイヤー効果」 (backfire effect、裏目効果) が生じると指摘されている。
2015年に米ダートマス大学のナイアンと英エクセター大学のライファーは、インフルエンザワクチンに関する誤解を否定する情報をアメリカ疾病予防管理センター (CDC) がサイトに掲載した件について調査を行った。CDCの報道により、インフルエンザワクチンの接種によって逆にインフルエンザに罹患するという誤解や懸念が大幅に低下した。しかし一方で、ワクチン接種の副作用に高い関心・懸念を抱く一部の層の間では、逆にインフルエンザワクチンの接種を控える傾向が強まった。このバックファイヤー効果はワクチン接種への懸念が元々低かった層の間では見られなかった。
しかし、このバックファイヤー効果は極めて限定的だとする見解もある。2016年にオハイオ州立大学とジョージワシントン大学の研究者が行った調査では「自分の信条を揺るがす新事実が提示されると、概して人々はその事実を受け入れている」と結論付けている。
また2016年アメリカ合衆国大統領選挙におけるドナルド・トランプ候補支持者を対象にしたナイアンらの研究でも、バックファイヤー効果は限定的との結果が提示されている。この研究は「アメリカで凶悪犯罪が大幅に増加している」とトランプ候補が2016年7月に演説した内容を検証対象としている。その後「犯罪は長期に渡って大幅に減少し続けている」とするFBIの公式データを被験者に提示したところ、凶悪犯罪が増加していると答えた割合は、トランプ候補支持者が77%から45%に、また対立候補のヒラリー・クリントン支持者は43%から32%に減少した。
アリゾナ州立大学が2015年に発表した分析によると、政治キャンペーン広告の信憑性にファクトチェックの結果が影響するとされる。
またパリ経済学校とパリ政治学院の経済学者は、2017年フランス大統領選挙期間中にマリーヌ・ル・ペン候補が発信した情報に関して有権者がどのような反応を示したかオンライン調査を行った。これによると、ル・ペン氏から誤った情報が発信された時点では「有権者の説得に成功した」が、「ファクトチェック後に説得力を失い」、しかしながら「ファクトチェック後も有権者からの支持は低下しなかった」。
シカゴ大学が運営するThe Journal of Politicsに発表された2017年のカリフォルニア大学サンディエゴ校の調査によると、「市民は支持政党への信頼を揺るがすような新たな事実をも常に取り入れ、自身の政治信条をより適切な方向に転換し続けている。ただしその軌道修正は慎重に行われ、時としてバイアスがかかることもある。また、特定の政党支持者層と支持政党なしの層を比較すると、政治信条を転換する過程において、バイアスのかかり方は同程度だった」と結論付けた。
イェール大学の政治学者ペニークックとランドが行った調査によると、フェイスブック上でフェイクニュースのタグが付けられた投稿は「タグがつけられていない投稿と比較して、人々の間で徐々にではあるが大幅に情報の正確性を低下させる傾向にある」とされる。
ダートマス大学のナイアンらが行ったフェイスブックのタグ研究では、上述のイェール大学の結果以上の大きな影響が指摘された。不正確なニュース記事に「係争中」のタグが付けられると、その記事を正確だと信じる人が29%から19%に低下した。また「不正確」のタグが付けられた場合では、16%まで低下した。
上述のイェール大学の研究では、26歳未満のトランプ候補支持者についても調査を行っている。フェイクニュースにタグを付けたものと付けないものの2種類を提示して比較したところ、タグの付いていないフェイクニュースを信じる割合が増えた。当調査では、バックファイヤー効果が生じていると結論付けている。
Psychological Scienceに発表された2017年の研究では、誤報を減らし効果的に訂正する方法を提唱している。
- 誤報の拡散を控える
- 誤報を発見したら、単に誤報と結論付けるだけでなく、その理由について熟読する
- 誤報判定の根拠となる新たな情報を提示することで、そもそもなぜその誤報が形成されたのかを第三者に共有する
- 誤報の訂正にテキスト文書ではなく動画を用いると、より注目度を高め、誤解の低減に効果的である

#### 情報発信者への抑止力
ナイアンらが実施した2015年の調査によると、ファクトチェックによって政治家が誤報を流す抑止になりうることが指摘されている。誤報を拡散することにより、発言者の政治的信頼度を下げるリスクやダメージが高まるため、ファクトチェックは政治論争の質の改善に寄与するとしている。この調査では、政治家に「発言の信憑性が問われると有権者からの信頼度を失墜し、再選に悪影響を及ぼす」という旨の警告の手紙を送った。この警告を受け取った政治家は、受け取らなかった政治家と比較して、ファクトチェック機関から批判的な評価を受ける割合が大幅に低かった。よってファクトチェックは無言の脅威として政治家に受け止められ、不正確な情報発信の抑止につながると結論付けている。

#### 選挙投票行動への影響
テネシー大学チャタヌーガ校の学者は、ファクトチェックの結果によって選挙討論の視聴者は候補者への評価を変えるかについて検証を行った。「候補者の発言は正確・誠実であるとファクトチェック機関が判定すると、その候補者の得票率が大幅に高まる」との結果が出た。
また、2016年アメリカ大統領選挙におけるトランプ候補支持者を対象にしたナイアンらの調査によると、トランプ候補の不正確な発言がファクトチェックによって明らかになることで、発言に対する支持者の信頼度が低下した。しかしながら、トランプ候補支持の態度そのものには変化が見られなかった。

### ファクトチェック機関に対する評価・批判
政治にまつわるファクトチェックはしばしば「主観的な論説ジャーナリズム」(opinion journalism) だと批判されることがある。
2016年9月にアメリカの世論調査会社ラスムッセンが実施した全国規模の電話およびオンライン調査によると、「候補者の発言をファクトチェックするメディアを信じる有権者はわずか29%に留まった。これらのファクトチェック機関は支持候補を擁護するために事実を歪曲していると回答した有権者は62%に上った」。
社会学者の西田亮介はいわゆるオールドメディアがファクトチェックをしても、「もとよりメディアを信頼していない層には全く届かない」としている。

### 各国におけるファクトチェックの実施状況
米デューク大学のReporters' Labは、世界各国のファクトチェック実施機関をデータベース化している。2017年10月時点で当サイトに登録されている活動中の機関は129、活動停止中は63ある。

#### アフリカ
- Africa Check（英語版）: アフリカ初の独立ファクトチェック機関。ケニア、ナイジェリア、南アフリカ、セネガルおよびイギリスに拠点を展開し、アフリカで活躍する公人およびメディアの発言チェックを実施[29]。

#### インド
- Boom: ファクトチェックの他、フェイクニュースの注意喚起を実施するオンラインサイト[30][31][32]
- SMHoaxSlayer: インド全土を対象とし、ソーシャルメディア上に流れる報道記事を検証[33][30][31][32]
- nunayo.news: マラヤーラム語（南インドを中心とした言語）のファクトチェックサイト

#### バングラデシュ
- BD Fact Check: バングラデシュ初のファクトチェック機関で中立、非営利。政治政党幹部、ジャーナリスト、有識者などの発言をファクトチェック。

#### スリランカ
- FactCheck Sri Lanka: 一般ユーザーからの有料リクエストも受け付ける。ファクトチェック対象は政治などに限定せず、幅広く実施。

#### 日本
- GoHoo: 2012年より有志でベータ版サイトの運営を開始し、2014年11月16日に一般社団法人 日本報道検証機構によって公式サイトを公開。設立にあたりクラウドファンディングREADYFORにて約160万円を調達[34]。2012年夏、社会起業大学が主催するソーシャルビジネスグランプリの審査員特別賞を受賞[35]。
- 一般社団法人 日本ジャーナリスト教育センター (JCEJ): マスメディアの記者、NPOや企業の広報担当者、広告やPR従事者などの広義のジャーナリスト育成を目的とする。『ソーシャルメディアを使った取材の手引き』（ハーバード大学ケネディスクールによって運営されるサイトFirst Draft News執筆、JCEJ翻訳）を活用。ジャーナリスト育成だけでなく、JCEJ自らも国内外のニュースのファクトチェック結果をサイト上に公開している[36]。
- 日本ファクトチェックセンター: 2022年10月にGoogleとヤフーが共同で設立[37]。
- 読売新聞と日本テレビ、佐賀新聞、時事通信: 2025年6月から4社共同でインターネット上にて流れている選挙情報のファクトチェックを共同で実施している[38]。
- 朝日新聞: 2025年6月に編集局内にファクトチェック編集部を発足[39]。

#### 欧州
- BBC Reality Check[40]
- Bellingcat: 2014年7月設立。｢ベリングキャット｣とは猫の首にスズを付ける、の意。bell¿ngcat とも。
- Climate Feedback: 2015年、フランスで設立され、地球温暖化や医療・健康などの科学に関する情報を専門にファクトチェックする。
- Demagog: 2010年、スロバキアで設立され、現在はヴィシェグラード・グループ4か国（チェコ、ハンガリー、ポーランド）で展開。
- FactCheckEU.org: 2014年1月設立。ヨーロッパ初のクラウド型政治ファクトチェックサイト[41]。
- Full Fact（英語版）: 2009年設立、イギリス拠点の独立系[42]。
- The FactCheck blog: イギリスのテレビ局Channel 4ニュースによる運営。
- Les Décodeurs: ル・モンド紙によって運営されるフランスのファクトチェックサイト[43]。
- Pagella Politica: イタリアのファクトチェックサイト[44]。
- Miniver.org: 2017年に設立されたスペイン初のファクトチェックサイト。
- faktisk.no: 2017年に設立されたノルウェーのファクトチェックサイト。 ヴェルデンス・ガング（タブロイド紙）、Dagbladet（英語版）（日刊紙）、ノルウェー放送協会 (公共テレビ・ラジオ局)、TV 2（英語版）（民放テレビ局）による共同運営。Tinius Trust（英語版）、Dagbladets Stiftelse、Fritt Ord（英語版）による出資。
- Ferret（英語版） Fact Service: 2017年4月に設立されたスコットランド初のファクトチェックサイト[45]。Google Digital News Initiative出資[46]
- Stopfake.org: 2014年に設立されたウクライナのファクトチェックサイト。ウクライナに対するロシアのプロパガンダを検証対象とする。

#### 中南米
- Chequeado.com: アルゼンチンのファクトチェックサイト[47]。
- Agência Lupa: ブラジルのファクトチェックサイト[48]。
- Aos Fatos: ブラジルのファクトチェックサイト[49][50]。
- Boatos: ブラジルのファクトチェックサイト[51]。
- Comprova: ブラジルのファクトチェックサイト[52]。
- É isso Mesmo?: ブラジルのテレビ局O Globo（英語版）ニュースによる運営[53]。
- E-farsas: ブラジルのファクトチェックサイト[54]。
- Portal EBC's Hoax reports: ブラジルのファクトチェックサイト[55]。
- Truco no Congresso: ブラジルのファクトチェックサイト[56]。
- ChileCheck: チリのファクトチェックサイト[57]。
- Del dicho al hecho: チリのファクトチェックサイト[58]。
- El Polígrafo: チリのテレビ局El Mercurio（英語版）ニュースによる運営[59][60]。
- Colombia Check: コロンビアのファクトチェックサイト[61]。
- Detector de Mentiras: コロンビアのファクトチェックサイト[62]。
- Con Pruebas: グアテマラのファクトチェックサイト[63]。
- Checa Datos: メキシコのファクトチェックサイト[64]。
- El Sabueso: メキシコのファクトチェックサイト[65][66]。
- Verificado: メキシコのファクトチェックサイト[67]。
- OjoBiónico: ペルーのファクトチェックサイト[68]。
- UYcheck: ウルグアイのファクトチェックサイト[69][70]。
- Cotejo: ベネズエラのファクトチェックサイト[71]
- Rete al candidato: コスタリカを拠点とする中米初のファクトチェックサイト。2014年の大統領選挙を監視する目的で、2013年にLa Nación（英語版）によって設立。Konrad Adenauer Foundation（英語版）の支援を受ける[72]。

#### アメリカ合衆国
- FactCheck.org（英語版）: 中立・非営利運営[73]。ペンシルバニア大学内のAnnenberg Public Policy Center（英語版）によって運営され、Annenberg Foundation（英語版）が主たる助成者。
- Fact Checker（英語版）: ワシントン・ポストのサイト内企画として運営され、ピノキオのマーク4段階で政治家の発言を判定する[74][75]。2007年9月に同社の記者マイケル・ダブ（英語版）が2008年の大統領選を特集する目的で設立[76]。2008年11月4日に一旦運営を停止するも[77]、2011年1月に同社の記者グレン・ケスラー（英語版）によって再開され、広範なファクトチェックを実施している[78]。
- ポリティファクト (PolitiFact.com): 2007年8月設立。タンパベイ・タイムズによる運営。"Truth-o-Meter"による6段階評価でファクトチェックを実施。2009年にピューリッツァー賞国内報道部門を受賞[79]。
- スノープス (Snopes.com): アメリカのポップカルチャーや都市伝説などを中心としたファクトチェックサイト。2006年にウェビー賞（インターネット界のアカデミー賞）受賞[80]。
- TruthOrFiction.com（英語版）: 都市伝説、インターネット上やメールで拡散された噂などを中心としたファクトチェックサイト。

### 偽のファクトチェックサイト
ロシアのWar on Fakesや、トルコのFact Check Armeniaのように、偽情報の発信者がファクトチェックサイトを装い、フェイクニュースを発信している場合がある。ヒンドゥー・ナショナリズムを推進するインドの右派メディアOpIndiaは、国際ファクトチェックネットワークへの加盟を拒否されている。

## 情報公表前のファクトチェック
公表前にファクトチェックを行うことで、提訴や名誉毀損といった重大かつ高額コストを伴うリスクを回避することができる。ただし、ファクトチェック実施者の主な役割は情報の不備を発見することであり、マスコミ不祥事に関与する者を擁護することではない。

### 公表前ファクトチェックの実施者
- Sarah Harrison Smith: ニューヨーク・タイムズ紙にてファクトチェック部門のトップを務めた。『The Fact Checker's Bible』の著者。
- Jim Fingal: 雑誌The Believer（英語版）、出版社McSweeney's（英語版）に勤務し、ファクトチェックを担当。 ノンフィクション作家ジョン・ダガタ（英語版）との共著『The Lifespan of a Fact』ではファクトチェック実施者とノンフィクション作家の間で繰り広げられる葛藤について言及。

### 公表前ファクトチェックの経験者
過去に公表前ファクトチェックに従事したと報じられた人物の一覧。多くはその後、ジャーナリズムの別ポジションに進むか、またはフリーライターの道を歩んでいる。
- Susan Choi（英語版） – アメリカの作家[84]
- アンダーソン・クーパー – テレビ局CNNのニュースキャスター[85]
- Esther Dyson（英語版） – アメリカのテクノロジー関連実業家・ジャーナリスト[86]
- Nancy Franklin – ザ・ニューヨーカー誌所属のライター[87]
- ウィリアム・ギャディス – アメリカの作家[88]
- Virginia Heffernan（英語版） – ニューヨーク・タイムズ紙所属の評論家[89]
- Roger Hodge（英語版） – Harper's Magazine誌の元編集者[90]
- David D. Kirkpatrick（英語版） – ニューヨーク・タイムズ紙所属のレポーター[91]
- Daniel Menaker – 出版社ランダムハウスの元編集長[92]
- David Rees（英語版） – 漫画家[93]
- Sean Wilsey（英語版） – 出版社McSweeney's（英語版）の編集者・回想録執筆者[94]

## 関連文献
- Silverman, Craig (23 October 2007). Regret The Error: How Media Mistakes Pollute The Press And Imperil Free Speech. Penguin Canada. ISBN 9780143186991
- Amazeen, Michelle (2015) "Monkey Cage: Sometimes political fact-checking works. Sometimes it doesn’t. Here’s what can make the difference.," The Washington Post (online), 3 June 2015, see,[95] accessed 27 July 2015.
- Davis, Katy (2012) "Study: Fact-checkers disagree on who lies most," The Center for Media and Public Affairs (CMPA), George Mason University (online, press release), 22 October 2012 see,[96]
- Lewis-Kraus, Gideon (2012) "RIFF: The fact-checker versus the fabulist," The New York Times Magazine (online), 21 February 2012 (print edition, 26 February 2012, p. MM45, title, "I Have Taken Some Liberties"), see,[97]
- Heffernan, Virginia (2010) "The Medium: What 'fact-checking' means online," The New York Times Magazine (online), 20 August 2010 [print edition, 22 August 2010, p. MM14). Accessed 27 July 2015.
- Silverman, Craig (2010) "Top fact checkers and news accuracy experts gather in Germany," Regret the Error (online), 4 September 2010, see , accessed 28 July 2015. Cited by Tobias Reitz & Kersten Alexander Riechers (2011) Quo vadis Qualitätssicherung? Corrigo, Konzeption eines Crowdsourced Media Accountability Services," p. 151, Fachbereich Media, 31 May 2011 (Hochschule Darmstadt, University of Applied Sciences), see , accessed 28 July 2015.